# Арена
Аре́на (от лат. [h]arena «песок») — сооружение для проведения массовых мероприятий.
Исторически арена являлась центральной частью амфитеатра в виде площадки, засыпанной песком. В Древнем Риме на аренах проводились гладиаторские бои и спортивные мероприятия. Амфитеатры для художественных представлений имели в качестве центральной площадки сцену. Форма арены амфитеатра в зависимости от архитектуры была эллипсовидная или круглая. От арены вели несколько главных проходов к выходам. Позднее ареной стали называть весь амфитеатр и вообще места для проведения массовых мероприятий.
Современные арены, как правило, используются для проведения различных (спортивных, художественных, политических) мероприятий, имея возможности для переоборудования под конкретное событие. Многие арены имеют в своём названии упоминание компании-титульного спонсора.
- «69-я Реджимент амори» одна из первых арен в истории НБА
- «Мэдисон-сквер-гарден», домашняя арена баскетбольной команды «Нью-Йорк Никс»
- «Ланксесс-Арена» в Кёльне
- «Нокиа Арена» в Тампере
- «ВТБ Арена» в Москве